# سیمون وی (سیاستمدار)
سیمون وی (به فرانسوی: Simone Veil) (زاده ۱۳ ژوئیه ۱۹۲۷ - درگذشته ۳۰ ژوئن ۲۰۱۷) وکیل و سیاست‌مدار فرانسوی بود که در دوران فعالیت خود وزارت بهداشت فرانسه (۱۹۷۴ تا ۱۹۷۹)، شانزدهمین ریاست پارلمان اروپا (۱۹۷۹ تا ۱۹۸۲) و عضویت در کنسول قانون اساسی فرانسه را برعهده داشته‌است. وی در نوامبر ۲۰۰۸ برای عضویت در فرهنگستان فرانسه انتخاب شد.

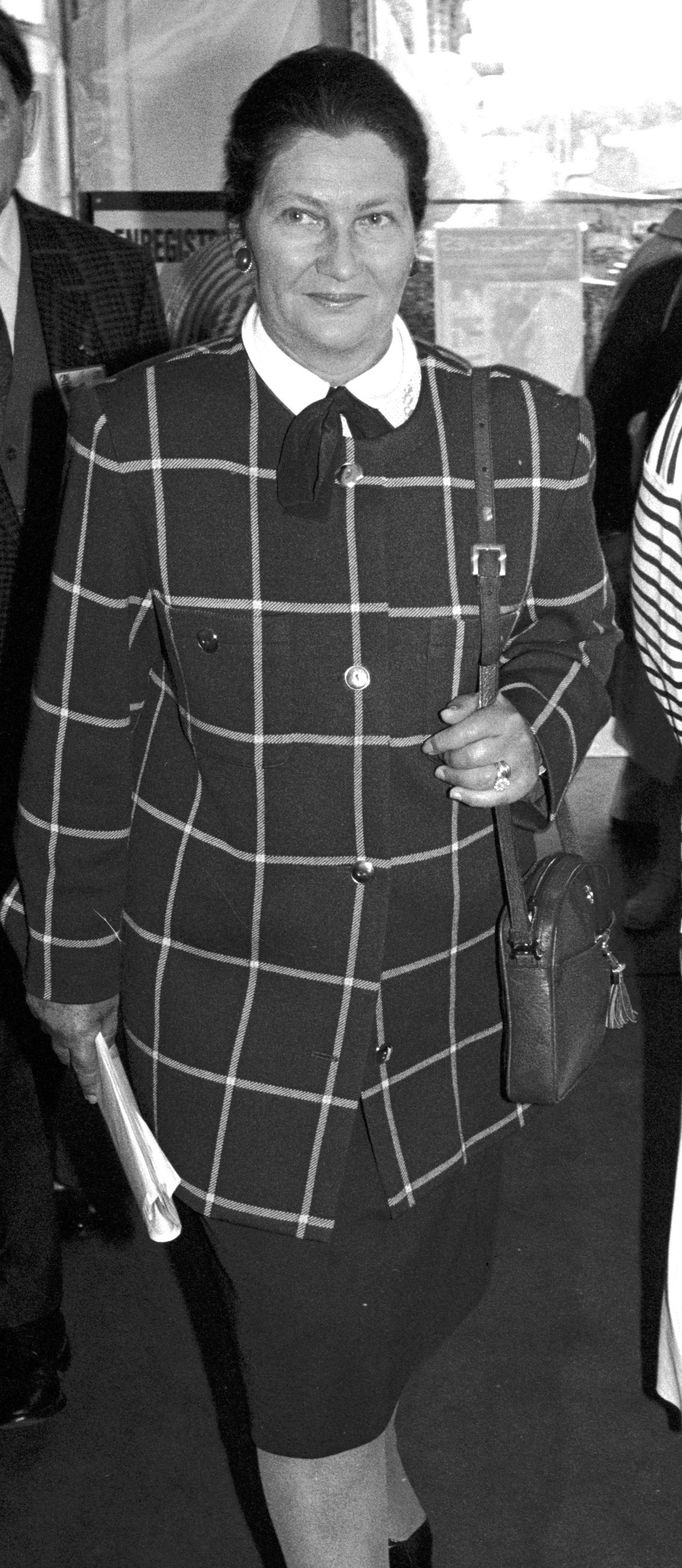
سیمون وی در سال ۱۹۸۸.

سیمون وی بازمانده هولوکاست و اردوگاه آشویتس بود و آنچه را که در اردوگاه‌های مرگ نازی اتفاق افتاده بود برای ثبت در خاطره تاریخ بازگو کرد. وی کمپین‌هایی را برای قانونی کردن سقط جنین در فرانسه در سالهای ۱۹۷۰ دنبال کرد و بخاطر شجاعت و عزمش در حمایت از حقوق زنان از احترام خاصی در فرانسه و فراتر از آن برخوردار بود. سیمون وی در طول سال‌های زندگی خود، به تلاشی خستگی ناپذیر و پیگیرانه در جهت تقویت صلح و دموکراسی در فرانسه و اروپا همت گمارد.

## زندگی‌نامه
سیمون وی در ۱۳ ژوئیه ۱۹۲۷ در یک خانواده یهودی به نام سیمون آنی لیلین ژاکوب در شهر نیس در جنوب فرانسه به دنیا آمد و از اوان جوانی، گسترش یهودی‌ستیزی در اروپا را تجربه کرد. وی تحصیلاتش را تا زمان دستگیری ادامه داد و مدرک کارشناسی گرفت.
در ماه مارس ۱۹۴۴ در جریان جنگ جهانی دوم و اشغال فرانسه توسط نازی‌ها، وی در سن ۱۶سالگی با هویتی ساختگی همراه با خانواده اش توسط آلمان‌ها دستگیر و به اردوگاه آشویتس برده شدند. او پس از نجات از اردوگاه در سال ۱۹۴۵و بازگشت به فرانسه، در رشته حقوق به تحصیل ادامه داد و مدرک وکالت خود را از دانشگاه پاریس گرفت. در این زمان او با همسر آینده خود آنتوان وی که یک تاجر برجسته بود آشنا شد و تشکیل خانواده داد. همسر وی در سال ۲۰۱۳ درگذشت، آن‌ها سه پسر داشتند. سیمون که تا پیش از ازدواج، با نام خانوادگی سیمون جاکوب خود را معرفی می‌کرد، پس از ازدواج نام خانوادگی همسرش را برگزید.

## بازمانده آشویتس
او یک بازمانده یهودی است که از اردوگاه مرگ آشویتس نجات یافت و شماره پلاک زندانی ۷۸۶۵۱ روی سینه داشت. مادر او کمی بعد از آزاد شدن در سال ۱۹۴۵ از دنیا رفت. پدر و برادر او نیز در اردوگاه‌های بیگاری نازی‌ها جان باختند ولی یک خواهر وی که در مقاومت فرانسه فعال بود، و در زندان راوینسبرگ زندانی بود توانست جان سالم به در برد.
سیمون وی دربارهٔ زنده ماندن خود در اردوگاه مرگ آشویتس می‌گوید: «انتخاب‌ها در اردوگاه کاملاً اتفاقی بود. ما در ردیف‌های پنج نفره می‌ایستادیم و صف‌ها همین‌طور ادامه داشت. گاهی کسانی که در یک طرف خط قرار داشتند زنده می‌مانند، و کسانی که آنطرف خط بودند، برای مردن انتخاب می‌شدند.»

## فعالیت سیاسی
سیمون وی در مشاغل قضایی و سپس وکالت در فرانسه مشغول به کار شد و در این مشاغل درخشید.
در سال ۱۹۵۶ او وکالت را کنار گذاشت و به عرصه سیاست وارد شد. او شروع به کار در وزارت عدالت کرد. او در این سالها موفق شد بسیاری قوانین حمایت خانواده را تبیین کند.
از سال ۱۹۷۴ تا ۱۹۷۹ در هنگام ریاست جمهوری والری ژیسکار دِستَن او در دولت ژاک شیراک و ریموند بری به مقام وزارت بهداشت رسید با اینکه او هیچ تجربه‌ای در امر پزشکی یا مدرک طبابت نداشت. او چندین قانون مهم در فرانسه تبیین کرد:
- او دسترسی به داروهای جلوگیری از بارداری را آسانتر کرد. خرید داروهای جلوگیری خوراکی در سال ۱۹۶۷ ممنوع شده بود.
- او سقط جنین را آزاد کرد و در سال ۱۹۷۵ به تصویب رسید و به «قانون وی» معروف شد.[۳] این کار بزرگترین کار سیاسی او بود و معروفیت وی نیز بیشتر به خاطر این امر است. در این زمان مخالفت‌های بسیاری با وی صورت گرفت.

### پارلمان اروپا
سیمون وی یک رزمنده آزادی‌های مدنی اروپا بود و در سال ۱۹۷۹ به عضویت پارلمان اروپا درآمد و در همان دور اول حضور در پارلمان اروپا او به مقام ریاست آن رسید. وی برای سه دوره عضو این پارلمان بود.

### بازگشت به دولت
در سال ۱۹۹۳ وی دوباره به دولت فرانسه بازگشت و در وزارت کشور و وزارت بهداشت کار کرد.
در ۲۰۰۷ از سمت خود در دادگاه قانون اساسی فرانسه کنار رفت.

## درگذشت
سیمون وِی روز جمعه ۳۰ ژوئن ۲۰۱۷ در سن ۸۹ سالگی در خانه‌اش در پاریس درگذشت.
رهبران فرانسه روز چهارشنبه ۵ ژوئیه ۲۰۱۷ با سیمون وی بازمانده هولوکاست، معروف به قهرمان حقوق زنان وداع کردند. امانوئل ماکرون و همه اعضای دولت سابق فرانسه و نخست وزیران علاوه بر رهبران خارجی در مرکز پاریس حضور داشتند.
رئیس‌جمهور فرانسه در این مراسم اعلام کرد که «برای قدردانی بزرگ مردم فرانسه از یکی از فرزندان دوست داشتنی‌اش» جسد سیمون وی و همسرش آنتوان وِی به معبد پانتئون (مقبرهٔ مشاهیر فرانسوی در پاریس) منتقل خواهد شد.
در پایان مراسم با حضور پسران سیمون وِی، پیکر وی به گورستان «مونپارناس» پاریس انتقال یافت و در کنار همسرش آنتوان وِی بخاک سپرده شد.

## پیام‌ها
درگذشت سیمون وی، واکنش‌های وسیعی را در میان سیاستمداران و رسانه‌های فرانسوی به همراه داشت.

### شخصیت‌ها
- امانوئل ماکرون رئیس‌جمهوری فرانسه، در یک پیام توئیتری، سیمون وی را «شخصیتی الهام‌بخش برای فرانسویان» توصیف کرد.[۳] ماکرون طی پیامی به خانواده اش گفت امیدواریم سیمون وی الهام بخش هموطنان ما باشد که در او بهترینِ فرانسه را خواهند یافت.[۱]
- فرانسوا هولاند، رئیس‌جمهوری پیشین فرانسه، سیمون وی را نمادی از «کرامت، شجاعت و عدالت» و یکی از برجسته‌ترین شخصیت‌های فرانسوی توصیف کرد.[۳]
- ژان-لوک ملانشون، رهبر حزب فرانسه نافرمان گفت که نام سیمون وی در تاریخ فرانسه برای همیشه جاودانه خواهد ماند.[۳]
- ژان لویی دوبره رئیس سابق دادگاه قانون اساسی گفت سیمون وی تجسم تمامی نسل زنان مبارز فرانسه برای آزادی و تصمیم مستقل آنها برای مادری بود. وی گفت او مردان و زنانی را نمایندگی کرد که بدنبال آینده و خواست جدیدی برای اروپا برای صلح و سعادت بودند.[۱]

### رسانه‌ها
- فیگارو تصویر «سیمون وی» را در صفحه نخست خود چاپ کرد و در کنار تصویر نوشت: «یک زن در تاریخ»

فیگارو در سرمقاله اول ژوئیه ۲۰۱۷ خود به قلم «ایو ترِه آرد»، تحت عنوان: «مادر شجاعت»، نوشت: «در روز ۱۵ آوریل سال ۱۹۴۴ هنگامیکه وی به اردوگاه آشویتس رسید، نازی‌ها از سیمون وی پرسیدند که چند سال دارد؟ وی پاسخ داده بود که ۱۸ ساله است. در حالی که او ۱۶ سال بیشتر نداشت. … این تنها باری بود که سیمون وی دروغ گفت؛ برای اینکه او هیچگاه نمی‌توانست دروغ بگوید. زندگی او که طی سالیان دراز آمیخته‌ای از شجاعت و مهربانی برای دفاع از حقوق زنان و انسانی و کمک با آنان بود، این موضوع رانشان داد.»
- روزنامه لیبراسیون در صفحه اول خود تصویر بسیار بزرگ سیمون وی را چاپ کرد و زیر آن نوشت: «مبارز»

لیبراسیون سرمقاله اول ژوئیه ۲۰۱۷ به قلم سردبیر خود «لوران جُوفرَن» را با عنوان «برای آزادی»، به مبارزات خستگی ناپذیر سیمون وی در راه آزادی اختصاص داد. لوران جُوفرَن نوشت: «یک زن در خدمت آزادی، در خدمت آزادی زنان؛ برای استقرار آزادی به معنای واقعی کلمه…» سردبیر لیبراسیون می‌نویسد: «آنانی که توسعه انسانی را باور ندارند، آنانی که بدبینی و یأس را اشاعه می‌دهند، به زندگی سیمون وی نگاه کنند، محبوبیت مردمی بسیار زیاد او را مشاهده کنند، محبوبیتی که او را به «پانتئون» هدایت می‌کند و وی را در میان چهره‌هایی از تاریخ فرانسه قرار می‌دهد که جاودانه شده‌اند و هرگز نخواهند مرد…»
- روزنامه لوموند نیز تصویر بزرگ «سیمون وی» را درصفحه اول خود آورده و نوشته: «یک زن مبارز»

لوموند در شماره اول ژوئیه ۲۰۱۷ خود یک ضمیمه چند صفحه‌ای را به زندگی و مرگ سیمون وی اختصاص داده و در یک مقاله تحت عنوان: «انرژی یک نجات یافته از چنگال مرگ» زندگی پربار سیمون وی و مبارزات خستگی ناپذیر وی را بازگو کرده‌است.

## جوایز
بر روی شمشیر اهدایی از سوی آکادمی فرانسه به سیمون وی، شمارهٔ خالکوبی شده بر روی بازوی وی در هنگام زندانی بودن در اردوگاه آشویتس، در کنار شعار برادری، برابری و آزادی که نماد قانون اساسی فرانسه است و شعار اتحادیهٔ اروپا حکاکی شده‌است.